# Asplenium aureum
Asplenium aureum is een varen uit de streepvarenfamilie (Aspleniaceae). De soort is endemisch op de Canarische Eilanden.
De varen is nauw verwant aan de schubvaren (A. ceterach) maar is in verhouding veel groter.

## Naamgeving enetymologie
- Synoniem: Ceterach aurea (Cav.) Desv.
- Spaans: Doradilla

De botanische naam Asplenium is afgeleid van Oudgrieks ἄσπληνον, asplēnon (miltkruid). De soortaanduiding aureum is afkomstig van het Latijn en betekent 'gouden'.

## Kenmerken
Asplenium aureum is een kleine, groenblijvende varen met diep gelobde tot eenmaal geveerde bladen. De bladslipjes zijn aan de bovenzijde glanzend donkergroen en lederachtig, en aan de onderzijde dicht bedekt met zilver- of goudkleurige harige schubben of paleae. De blaadjes lijken op die van de schubvaren, doch zijn in verhouding drie- tot viermaal zo groot.
De streepvormige sporenhoopjes liggen op de onderzijde van het blad in een schuine hoek tussen de bladrand en de hoofdnerven van het blad, aanvankelijk verborgen onder de paleae. 

## Fylogenie
A. aureum maakt deel uit van een complexe stamboom waarin een aantal Asplenium-soorten van het ondergeslacht (vroeger geslacht) Ceterach. Het is een allotetraploïde soort, een oude hybride van Asplenium javorkeanum (2n=72) en de nu waarschijnlijk uitgestorven Asplenium semi-aureum, met twee sets chromosomen (2n=144). 
Op zijn beurt wordt A. aureum beschouwd als oudersoort van de octoploïde Asplenium octoploideum (2n=288), waarschijnlijk samen met de eveneens tetraploïde gewone schubvaren (A. ceterach).
Daarnaast bestaan er aanwijzingen dat de allohexaploide Asplenium lolegnamense, een soort van Madeira, ontstaan is door hybridisatie van A. aureum en A. octoploideum.

## Habitat
Asplenium aureum is een terrestrische of lithofytische varen die vooral groeit op schaduwrijke, vochtige, bemoste rotswanden en op verweerde vulkanische lava in subtropische bossen, zoals in de altijdgroenblijvende Laurisilva of laurierbossen. 

## Verspreiding en voorkomen
Asplenium aureum is een endemische soort voor  de Canarische Eilanden, waar ze voorkomt op Tenerife, Gran Canaria en La Palma. 

## Verwante en gelijkende soorten
Asplenium aureum kan verward worden met alle hier genoemde en nauw verwante soorten van het geslacht Asplenium ondergeslacht Ceterach, vooral omdat er voor het oog geen eenduidig onderscheidende kenmerken zijn. Het grootteverschil van A. aureum is enkel relatief. Het enige absolute kenmerk is de lengte van de exosporen. 
... · 
A. adiantum-nigrum (Zwartsteel) · 
A. adulterinum · 
A. aethiopicum · 
A. ×alternifolium · 
A. anceps · 
A. aureum · 
A. azoricum · 
A. billotii (Lancetvormige streepvaren) · 
A. bulbiferum · 
A. ceterach (Schubvaren) · 
A. cuneifolium · 
A. filare · 
A. fissum · 
A. fontanum (Genaalde streepvaren) · 
A. foreziense (Forez-streepvaren) · 
A. hemionitis · 
A. jahandiezii · 
A. lepidum · 
A. lolegnamense · 
A. majoricum · 
A. marinum (Zeestreepvaren) · 
A. nidus (Nestvaren) · 
A. obovatum · 
A. octoploideum · 
A. onopteris · 
A. petrarchae · 
A. ruta-muraria (Muurvaren) · 
A. scolopendrium (Tongvaren) · 
A. seelosii · 
A. septentrionale (Noordse streepvaren) · 
A. trichomanes (Steenbreekvaren) · 
A. trichomanes subsp. coriaceifolium · 
A. trichomanes subsp. pachyrachis · 
A. trichomanes subsp. quadrivalens · 
A. trichomanes subsp. trichomanes · 
A. viride (Groensteel) · 
A. viviparum · 
...